# Amphiura megalaspis
Amphiura megalaspis är en ormstjärneart som beskrevs av Hubert Lyman Clark 1939. Amphiura megalaspis ingår i släktet Amphiura och familjen trådormstjärnor. Inga underarter finns listade i Catalogue of Life.